# Siem Reap City Stadium
Siem Reap City Stadium – wielofunkcyjny stadion w mieście Siem Reap, w Kambodży. Jest obecnie używany głównie dla meczów piłki nożnej oraz zawodów lekkoatletycznych. Swoje mecze rozgrywa na nim drużyna piłkarska Military Police. Stadion został wybudowany w latach 50-60 XX wieku